# Бацачке справе
Бацачке справе су посебне направе које су служиле за избацивање пројектила прије проналаска ватреног оружја. Умјесто барута користиле су као погон еластичност дрвета, челика, повезана с напињањем помоћу увијених конопаца или животињских жила, или центрифугална сила.
Намјена је била разнолика, за рушење зидова утврђења, изазивање пожара, уништавање живе силе, бродова, и тако даље. Неке справе су кориштене и у отвореним биткама, или монтиране на бродовима, док су друге биле подесније за опсаде градова.

## Античка Грчка
Поријекло није сасвим јасно, али неке се помињу већ у 7. вијеку п. н. е. у Вавилонији. У Пелопонеском рату (431—404. п. н. е.) Грци користе бацачке справе које користе снагу уврнутих конопаца (торзија). Грци имају катапулте (положена путања пројектила, бацају копља, стреле) и петроболе (литоболе) (убацна путања, бацају камење). Конструкција је слична, имају двије ручице једним крајем уврнуте у сноп косе или гриве, док су други крајеви ручица међусобно повезани конопцем. Повлачењем конопца запиње се систем, и онда се поставља пројектил. Отпуштање конопца доводи до преноса торзионе силе на пројектил, који лети и до 400–500 m далеко.
Полибије тврди да Филип II Македонски има при опсади Тебе 338. п. н. е. 150 катапулта и 25 балиста.

## Римско царство
У Римљана петробол се зове балиста, а катапулт је подешен и за бацање камења. Запаљиви пројектил је било копље с врхом намотаним у кужину и запаљиву смјесу. У 3. вијеку појављује се онагер са само једним конопцем, већег домета и носивости до 600 kg, који потискује остале справе. Мала балиста се назива скорпион.

## Средњи вијек
Пропашћу Римског царства у западној Европи, бацачке справе нестају из употребе све до крсташких ратова. Тада долази до наглог развоја бацачких справа под разним именима у разним језицима. Тако је (грчки) катапулт називан тарант, тарантел, тортерела, римски мангоно, а онагер се зове брикола, манге, мангонел.
Послије почетка крсташких ратова се појављују и баробалистичке б., које раде на принципу противтега који при паду покреће полугу која избацује пројектил. Полуга је била на хоризонталној осовини, и на краћем крају полуге је монтиран утег, тежине и до 10 тона. Дужи крај полуге има лежиште за пројектил. Баца се камење, оловни и гвоздени пројектили, неки пуњени запаљивим материјама и касније барутом, балвани с клиновима, чак и лешеви. Најтеже справе су бацале терет и преко једне тоне тежине на даљину од 120–500 m.
Баробалистичке бацачке справе се дијеле на три врсте по противтегу: трибок (фра. trebuchet) са крутим противтегом, бифа, буфа, блида са тегом који се обрће око хоризонталне осовине при крају полуге, и фрондибола, трипанцијум - комбинације претходне двије врсте.

## Српске земље
Хумски кнез Мирослав Завидовић је користи бацачке справе при нападу на Дубровник 1185. Српски деспот Стефан Лазаревић 1420. добија на поклон из Дубровника конопце за балисте.